# Ben Savage
Bennett Joseph Savage, connu sous le diminutif Ben Savage (né le 13 septembre 1980  à Chicago, dans l'Illinois) est un acteur américain et un enfant star des années 1980 et 90. Il est le frère de Fred Savage.

## Biographie
Ben Savage est surtout connu pour son rôle de Cory Matthews dans la série télévisée Incorrigible Cory de 1993 à 2000 et Le Monde de Riley (2014-2017). 
Ben Savage est né à Chicago, en Illinois, il est le fils de Joanne et Lewis Savage (1946-2015), qui étaient un courtier en immobilier industriel et un consultant. Son frère aîné est l'acteur / réalisateur Fred Savage et sa sœur aînée est l'actrice / musicienne Kala Savage. Ses grands-parents étaient juifs et originaires de Pologne, d'Ukraine, d'Allemagne et de Lettonie, et Ben a été élevé dans le judaïsme réformé.  

## Filmographie

### Séries télévisées
- 1988–1990 : Cher John : Matthew Lacey (5 épisodes)
- 1990 : The Wonder Years : Curtis Hartsell (1 épisode)
- 1990 : A Family for Joe :  Chris Bankston (9 épisodes)
- 1993 : Wild Palms : Coty Wyckoff
- 1993–2000 : Incorrigible Cory : Cory Matthews (158 épisodes)
- 1996 : Maybe This Time : Cory Matthews (1 épisode)
- 1996 : La Vie à cinq :  Stuart (2 épisodes)
- 2005 : Une famille presque parfaite :  Seth Cosella (1 épisode)
- 2008 : Chuck : Mark Ratner (1 épisode)
- 2008 : FBI : Portés disparus : Kirby Morris (1 épisode)
- 2011 : Shake It Up : Andy Burns (1 épisode)
- 2011 : Bones : Hugh Burnside (1 épisode)
- 2014-2017 : Le Monde de Riley : Cory Matthews
- 2015 : Esprits criminels : Jason Gideon (jeune) (saison 10, épisode 13)
- 2020 : Homeland : Saul Berenson (jeune)

### Cinéma
- 1989 : Little Monsters : Eric Stevenson
- 1990 : Hurricane Sam : Sam Kelvin
- 1991 : Big Girls Don't Cry... They Get Even de Joan Micklin Silver : Even Sam
- 1992 : She Woke Up : Andy
- 1994 : Clifford : Roger
- 1994 : Aliens for Breakfast
- 2002 : Swimming Upstream : Teddy Benevides
- 2006 : Car Babes : Ford Davis
- 2007 : Palo Alto : Patrick
- 2007 : Making It Legal : Todd
- 2010 : Closing Time :  Jared
- 2011 : Peace and Riot : Scott
- 2012 : White Dwarf : Ben
- 2012 : Lake Effects : Carl
- 2012 : The Caterpillar's Kimono : Lincoln
- 2013 : Girl Meets Boy : Scott
- 2020 : Love Lights Hanukkah : David
- 2022 : Girl in the Shed: The Kidnapping of Abby Hernandez : Nathaniel

## Vie privée
Ben Savage s'est marié à Tessa Angermeier en février 2023.

## Politique
Ben Savage a effectué un stage pour le sénateur américain Arlen Specter en 2003 comme condition préalable à l’achèvement de ses études à l'Université Stanford.
Ben a obtenu un diplôme en science politique en 2004.
En août 2022, Ben Savage s’est qualifié comme candidat au conseil municipal de West Hollywood . Il ne sera finalement pas élu sur les 12 candidats, et les 3 gagnants aux postes disponibles à ce conseil municipal, lors des votes finaux et définitifs en décembre 2022 
En mars 2023, Ben Savage a annoncé sa campagne en tant que démocrate pour le 2023e district du Congrès de Californie, actuellement détenu par Adam Schiff, , qui se retire pour se présenter au Sénat des États-Unis Il est battu aux primaires par la députée de l’État Laura Friedman 